# Parc national de Navegaon
Le parc national de Navegaon est situé dans l'État du Maharashtra en Inde.